# 劉慧卿
劉慧卿，JP（1952年1月21日—），香港政治人物，籍貫廣東南海。劉曾任記者及傳媒人，1991年成為首位經地區直選的女性立法會議員，民主黨首位女性主席，前綫政黨前召集人，1989－1991年香港記者協會主席。南加州大學電視新聞學士，1976－1991年在香港與倫敦的英語傳媒任記者，包括英國廣播公司電視部助理編導等。2016年，劉慧卿宣布不再競逐連任立法會議員，告別25年的議會生涯。
她的政治手腕素來強硬，被認為是香港民主派中的「強硬派」，亦堅守立場及原則。自2008年推動前綫與民主黨合併，立場轉向中間靠攏，尤其是在2010年領導民主黨與香港中聯辦達成協議通過政改方案後。在香港大學民意研究計劃調查的「十大立法會議員排名榜」長期入榜。與現時的激進民主派相比，雖然政治作風強硬，但她長年堅持「和理非非」的抗爭路線（和平、理性、非暴力、非粗口），並對攻擊她的人甚少出惡言（惡意人身攻擊除外）。

## 早年生活
劉慧卿籍貫廣東南海，成長於英屬香港，傳媒稱卿姐。 其父親原是大地主，1948年因國共內戰，由廣州南逃香港，居於灣仔一幢唐樓。初時家境富裕，但劉父的六子返回大陸生活後被共產黨扣押。為救家人劉家幾乎傾家蕩產，從此一貧如洗。
劉慧卿母親是劉父第二任妻子，劉父與兩任妻子共育有十八名子女，劉慧卿排行第十八。四歲劉父去世，經濟支柱頓失。那時候，劉家一家十多人與其他家庭共住唐樓籠屋內。劉母在富裕人家當家傭，子女則在異母兄弟或親戚家中輾轉寄住。直到她就讀高中，有能力負擔房租，才結束寄宿生涯。童年貧苦生活，加上劉母的影響，对其日后性格有较大影响。
劉慧卿曾就讀元朗鐘聲學校，後在瑪利曼小學完成小二至小六課程（1962年起），並升讀瑪利曼中學（1972年離校）。當時全港的中學普遍以英文授課，該中學亦不例外，最初她被同學取笑英文水平，經過一番努力，英語變得流利，成績亦有進步。由入讀中一年級開始，她為小學生補習幫補家計。同時她常參與校內活動，如風紀、學生會代表等等，對她個性亦有一定的體現。1972年曾在格致書院教授英文科。
在排行第八的胞兄的資助下，劉慧卿於1973年至1976年間負笈美國南加州大學，原打算修讀工商管理學系課程，但不久就覺得課程不適合自己。就在這時發生了水門事件，《華盛頓郵報》記者鮑勃·伍德沃德和卡爾·伯恩斯坦敢於揭露當權者的腐敗，受此影響她在第二學年轉讀電視新聞學系課程，1976年取得學士學位，返回香港，投身傳媒。

## 記者生涯
1976年，她打算應徵無綫電視新聞部，但因薪金過低而放棄。其後她自薦於《南華早報》，獲得錄用，專責報道衛生、福利和教育新聞。任職兩年期間，她揭發公立醫院和療養院醫護人員疏忽照顧長者及病床床位不足問題，時任香港總督麥理浩爵士讀後非常震驚，下令改善公立醫院服務，停止使用帆布床，自此帆布床在港漸被淘汰。
兩年後她轉職無綫電視新聞部，上司為黃應士。她同時兼顧翡翠台（無綫電視中文台）和明珠台（無綫電視英文台）的頻道，任職三年期間擢升至助理採訪主任及高級編導。她製作時事節目《焦點》（即明珠檔案前身），談及香港主權移交問題，當時中國和英國就主權問題進行談判，但她對香港人無權參與談判而感到憤怒。
1981年，她再度出國留學，於倫敦大學倫敦政治經濟學院修讀國際關係學碩士學位，可是她一準備入學，倫敦大學卻以她沒有國際關係學學位為由，要求劉慧卿先完成文憑課程，她據理力爭，結果倫敦大學改變要求，命她參加測驗，最後她測驗合格，順利入學，1982年畢業，更在倫敦大學校長當面爭取華裔學生的公平待遇。除了讀書之外，她同時為英國雜誌《遠東經濟評論》香港特約記者（1984年），及兼任英國廣播公司電視部助理編導（1982年至1984年），專責報導香港前途新聞，还採訪過候任香港總督尤德爵士。
她於1984年辭去英國廣播公司的職務，返回香港。無綫電視翡翠明珠兩台欲邀請她回巢，但她認為薪金過低，遂轉投《遠東經濟評論》。她曾在中英聯合聲明的記者招待會上，向時任英国首相的戴卓爾夫人質詢：「妳把五百萬香港人交給一個獨裁的共產政權，道義上是否說得通？」戴卓爾夫人回答：「香港人欣然接受這份協議，妳是唯一例外。」新華社香港分社副社長李儲文曾藉口替她補習普通話，兩度約見，實則是討論時事与了解她的見解。
1989年3月，她和其他六名關注民主人權人士應中國異見人士方勵之要求，帶同香港23000多個市民簽名到中國，要求當局釋放政治犯。七人一踏入天津機場，其中莊思明被原機遣返，而聯署則被沒收。她乘火車前往北京途中，大批便衣公安沿途監視監聽。到達北京，六人草擬致人大常委會的信，送抵人民大會堂，公安人员築成人牆包圍，还被武警持來福槍威胁。
公安指稱六人之一陸漢思牧師為外籍人士，非香港人，阻止他進入人民大會堂。劉慧卿爭辯但無功。最後一名不願透露名字，聲稱全國人大常委會信訪部的人員收了信件。離開北京之前，六人召開記者會，中外記者採訪，而她與公安爭吵的圖片，登上了《南華早報》頭版。4月她以記者身份再度前往北京，目睹天安門廣場聚集悼念胡耀邦的學生，這是她最後一次自由進出中國大陸，自此她被禁止踏足中國大陸。兩個月後，六四事件爆發。
1987年至1990年，劉慧卿擔任香港中文大學新聞與傳播系以及香港大學授權的新聞系校外進修班講師。1989年至1991年間，她登上記者生涯最高峰，擔任香港記者協會主席，並多次就香港的重大事件擔當發言人。

## 棄筆從政

### 高票當選
劉慧卿原本沒有從政念頭，直到1987年，她赴英訪問時任外交部次官的李連登，劉慧卿問他為什麼英國政府不容許香港舉行普選，連頓反問她若有普選是否會參選，她毫不猶疑說會；加上前律政司唐明治的鼓勵，與及希望推動香港民主，她決定棄筆從政。
她的親戚反對她從政，但她決意從政，並辭去《遠東經濟評論》記者及香港記者協會主席的職務，公開籌募近三十萬元選舉經費，1991年香港立法局選舉於新界東出選。在六名候選人中，她與黃宏發兩人勝出，她更成為「票后」（得票最多的女性），為香港第一位通過直選進入立法局的女性議員，亦是當屆唯一一位民選女議員，開始全職議員生涯。

### 問政表現
當選後，她爭取了解不同範疇的議題，非她所屬的事務委員會，她都會列席。同時推動立法局（後來的立法會）不同黨派合作，謀求共識。她對政府官員言語辛辣，不留情面；在一次會議之中，她曾擲鉛筆表达对官員回應的不滿。
無論政府官員、泛民主派，還是與她政見不同的議員，都認同她不偏私的作風，若議員違反議事規則，她會適當處理。她在議會上極注重遣字用詞，絕不容許任何貶低女性的詞彙出現，例如「婆媽」（猶豫不決）、「二奶」（情婦）、「婆數」（麻煩事情），包括以开玩笑的形式，她也絕不接受。她也不喜歡見到別人說話时中英夾雜，認為這是香港人的通病，不尊重語言，遂要求議員一是全用中文，否則就全用英文，此后議員和官員在會議中有劉慧卿出席时不再用中英夾雜方式說話。
2001年4月，金管局繞過立法會，直接動用39億外匯基金儲備購入正在動工的國際金融中心二期頂層作新總部。劉慧卿在立會內外就此事多番質疑，認為金管局浪費納稅人金錢以作鋪張。其後兩年，香港經濟、樓市低迷，金管局的這項物業投資面對更大壓力。直至2003年底，香港經濟開始復蘇，國金寫字樓售價、租金回升，金管局才稍紓壓力。
2003年9月，劉慧卿提出在立法會討論聯繫匯率存廢問題，引致港匯一度波動。有人批評她設想不周，忽略了在立會討論聯匯可能令投資者對港元失去信心，炒家有機可乘。劉為此解釋，認為市場反應過敏是因為外國投資者以為香港是實行議會民主，誤以為立法會的討論對行政主導的特區政府有重大影響。而其實立法會權力有限，更因並未取消功能組別而讓親政府力量穩佔半數，立法會討論根本影響極微。
2006年10月6日，劉慧卿與陳鑑林競逐立法會財務委員會主席，出席的投票的議員除了泛民主派議員21人，還有建制派議員29人，兩人同取25票，最後以抽籤來決定勝負，劉慧卿得以蟬聯。

### 九五直選
1992年，時任香港總督彭定康發表任內第一份施政報告，提及政改方案，改革立法局選舉制度，除了要「兩局分家」，取消所有委任議席，又新增九個功能組別議席（新九組），使所有在職人士都有資格投票（使這九個議席成為變相直選議席）。
劉慧卿認為這是不民主的間接選舉，自行以私人草案提出「九五直選」方案替代彭定康的政改方案。她的私人草案將香港劃分為六十個選區，全部單議席單票制，以普選方式選出六十個立法局議席。這草案推出之時，引起立法局通宵達旦激烈辯論。据刘自传称，当时港英政府、中华人民共和国政府及中華民國政府三大政權分別向不同黨派的立法局議員施壓。

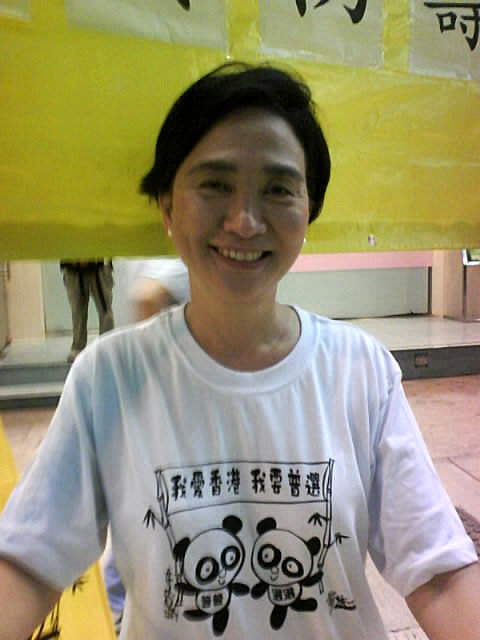
劉慧卿在六四事件十八週年時攝，為前綫和泛民主派籌款，圖中所見她身穿普選回號的T恤。

泛民主派議員方面，香港民主同盟（民主黨前身之一）支持劉慧卿的私人草案，但李華明、狄志遠、黃偉賢三名匯點（民主黨前身之一）成員卻表示她的私人草案違反《基本法》，全體投棄權票。彭定康也親自打電話游說劉慧卿支持政改方案。1994年6月30日清晨4時50分辯論結束，「九五直選」方案以一票之差被否決，採用彭定康的政改方案。此后香港立法會仍然採用半直選半間選功能組別議席制。

### 成立前綫
1996年8月26日，劉慧卿與其他路線相近的盟友劉千石、李卓人、梁耀忠、黃錢其濂、何秀蘭共同建立新政黨「前綫」，何秀蘭為首任召集人。創立前綫者幾乎全是泛民主派議員，唯有黃錢其濂是原政府高官出身，曾擔任衛生福利司(但黃在香港主權移交後淡出政壇，專注寫作英文小說)。
前綫以「爭取普選、捍衛人權、全民制憲、維護法治」為綱領，是民主派非政府、非牟利的政治團體，早前會址並設在中環，其後轉遷油麻地。劉慧卿同年繼何秀蘭之後成為召集人，直到2008年前綫與民主黨合併。但她將精力全放在立法會上，加上她不擅處理組織工作，致前綫人事糾紛頻繁，七十多名創會會員只有少數留下；前綫未能壯大，亦未能栽培第二梯隊，劉慧卿承認她要負責。

### 新華社事件
1996年，立法局通過《個人資料（私隱）條例》，劉慧卿根據法律中「個人資料使用者必須在四十天內回覆是否持有查詢者個人資料」的規定，向原新華社香港分社（中聯辦）社長周南提出查詢，但是新華社一年後才回覆，稱沒有她的個人資料。
劉慧卿向個人資料私隱專員投訴，專員將投訴轉介至律政司，但時任律政司司長梁愛詩以公眾利益為理由，拒絕控告新華社香港分社違反條例。
後來律師陳爵建議劉慧卿以個人身份向法院控告新華社香港分社，裁判官批准她以私人傳票方式，刑事控告新華社香港分社，但是那時《法律適應化修改（釋義條文）條例草案》剛剛通過，新華社香港分社等北京政府駐香港機構因此具有豁免權。於是劉慧卿改向法院控告時任新華社香港分社社長姜恩柱。
但姜恩柱以「事情發生時非他在任」為理由，提出司法覆核撤銷對他的起訴，最後姜恩柱勝訴，劉慧卿要支付姜恩柱的律師費一百六十多萬元。一年半後，她仍未能還清款項，故姜恩柱便向法院申請拖欠訴訟費的劉慧卿破產。由於劉慧卿通過公開籌款、申請公民政治權利基金和個人儲蓄，在法院開庭前四天，即2001年3月23日還清了總共174萬港元欠款，使她免於成為香港第一位遭破產申請的立法會議員。但文匯報為首的左派報章批評她並非沒有償還能力，因為她月薪不低，而且在瑞士設有公司，買賣基金及投資等，質疑籌款是「政治把戲」，劉慧卿表示，她是希望透過籌款方式向公眾解釋事件的來龍去脈。

### 被譏稱「瞓街卿」
1996年12月10日，劉慧卿與鄭家富、何秀蘭及李卓人參與反對香港行政長官四百人推選委員會小圈子式選舉靜坐抗議，幾百名警員戒備。抗議人士在警方指定的示威區遊行，眾人發現沒有鐵馬包圍的缺口，遂走近會議展覽中心。
警方立即驅趕他們，結果兩方對峙，眾人躺在道路中央，警方逐一將之抬上警車押往灣仔警署。劉慧卿在扣留之中用電話和英國廣播公司記者對話，以全球直播方式作現場報導。儘管躺在道路中央的抗議人士不只她一個，而且以後示威亦未作如此舉動，但她成為眾矢之的，左派人士及報章譏稱劉慧卿為「瞓街卿」，不過現時「瞓街卿」的用語以激進民主派和網民作為稱呼她，至今未休。
劉慧卿曾在立法局前廳遇上時任保安司的黎慶寧，黎慶寧驚異警方部署的示威區有個不設防的缺口，劉慧卿回應是真的。

### 太平紳士

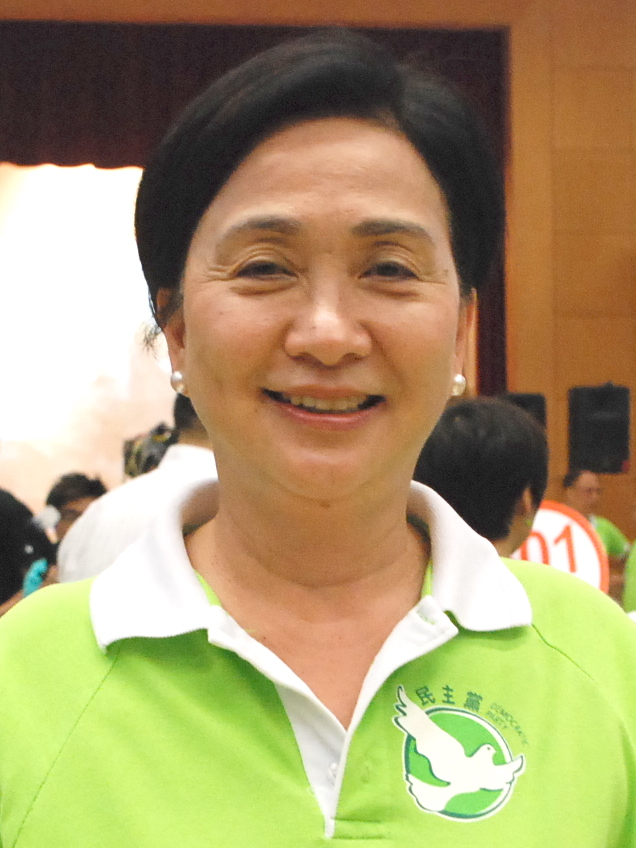
當選民主黨主席的劉慧卿

太平紳士是劉慧卿少數公職之一，太平紳士權能和職責是可巡視監獄、庇護工場、男女童院和醫院，而且是終身名銜，本來以她立法局議員的身份也有相同權能，但1997年之後，原先的立法局議員全體落車，劉慧卿亦同時卸任，她卻不接受非民選的臨時立法會，整整一年沒有議員身份，直到1998年香港立法會首次選舉再次當選。
彭定康見及此，詢問她會否接受委任太平紳士，劉慧卿考慮到1997年之後新任香港特別行政區行政長官董建華未必給她同樣機會，遂在1997年6月13日接受任命，繼續處理事宜。劉慧卿特別關心囚犯事宜，常常前往探訪和接受投訴，本來按規矩，是由一名官守太平紳士和一名非官守太平紳士（劉慧卿屬非官守）一同前往，但她懷疑有人事先通風報訊，另作安排，令人看不見真相，故她寧願獨個兒突擊巡視。但這回引起懲教署不滿，懲教事務職員協會召開記者會，表達對劉慧卿的不滿，認為她的作法不合規矩，有無視懲教事務職員的專業操守之嫌；但亦有意見表示，劉慧卿當時已和時任署長的伍靜國通電，並得署長許可。根據監獄規則規定，劉慧卿是乎合規定的。

### 被指支持台獨的言論
2003年8月，劉慧卿及另一位立法會議員、民主黨的涂謹申赴台灣參加「一國兩制下的香港」的研討會。此研討會由群策會舉辦，行政院大陸委員會協辦，由民主進步黨籍的總統陳水扁主持開幕，因此此會頗具台獨色彩。劉慧卿在研討會中表示：
「香港有香港的狀況，台灣很多人說香港的『一國兩制』完蛋了，沒有希望了，我不會這樣說。……不管兩岸統一，還是台灣獨立，只要台灣人的選擇，我都尊重。……台灣的未來應該由臺灣人民自己決定。」
「香港與台灣最大的不同是，香港沒有選擇自己政府的自由。如果支持民主改革的民主派可以超過半數，直選特首及立法會普選的訴求就更容易達成。...直選特首須先求民主派過半，這從台灣國會改選中可以得到經驗。...這部分台灣經驗的交流很重要。」
劉慧卿說民主派若過半就可以向特區政府、北京提出直選特首議案，若是特區政府置之不理，不但立法會可以否決特區政府任何違反人權、法治的法案（如國安條例），而且還可杯葛特區政府的任何議案作為要求民主改革的手段。她指出，七一大遊行提出直選特首、普選立法會、撤換董建華等訴求，她不認為港府僅對國安條例做讓步，港人就會罷手，在獲得民主改革前，要求民主的力量不會渙散的。
不少親中共的左派人士對於她出席論壇以及認可臺灣自決的權利非常不滿，並就此事發表很多批評言論及文章，指她身爲香港議員不應出席這類活動。親北京人士其後更誣衊劉慧卿是支持台獨，對她的攻擊更為強烈。其中民建聯區議員陳雲生質疑劉在當選立法會議員時發假誓，並無真切效忠基本法，提出要報警拘捕劉慧卿；行政會議成員梁振英亦多次公開要求跟劉慧卿辯論此事，然而兩者的要求最後都不了了之。她後來又在一次訪問中拒絕明確表示臺灣是中國的一部分，引起了更多的批評。劉慧卿認為這是「中央喉舌及所謂愛國人士」歪曲她的言論，又認為「香港人連自身的前途都未能作主，反而討論台灣人的前途問題十分可笑」。
由於劉慧卿的政見經常與建制派議員針鋒相對，使她经常被親共人士的惡意攻擊和侮辱。她曾被電話恐嚇，辦公室曾遭傾倒食物和糞便。一名婦女和一名老翁因此被警方逮捕並被罰款。2004年6月21日有人在劉的辦公室外縱火。放在辦公室外呼籲參加2004年7.1集會的宣傳單張被燒掉，牆上留下了“所有漢汗（奸）都要死”的字句。此外，她的辦公室還不斷受到假人類免疫缺乏病毒、假炭疽病菌等不同方式的搔扰。另根據劉慧卿在2006年12月16日出席電台節目《發酵的男人》时声称，她怀疑虽然安裝了保安系統，但自己的住宅及辦事處仍經常被不知名人物潛入，而且未有得到警方的重視。

### 推動前綫和民主黨合併

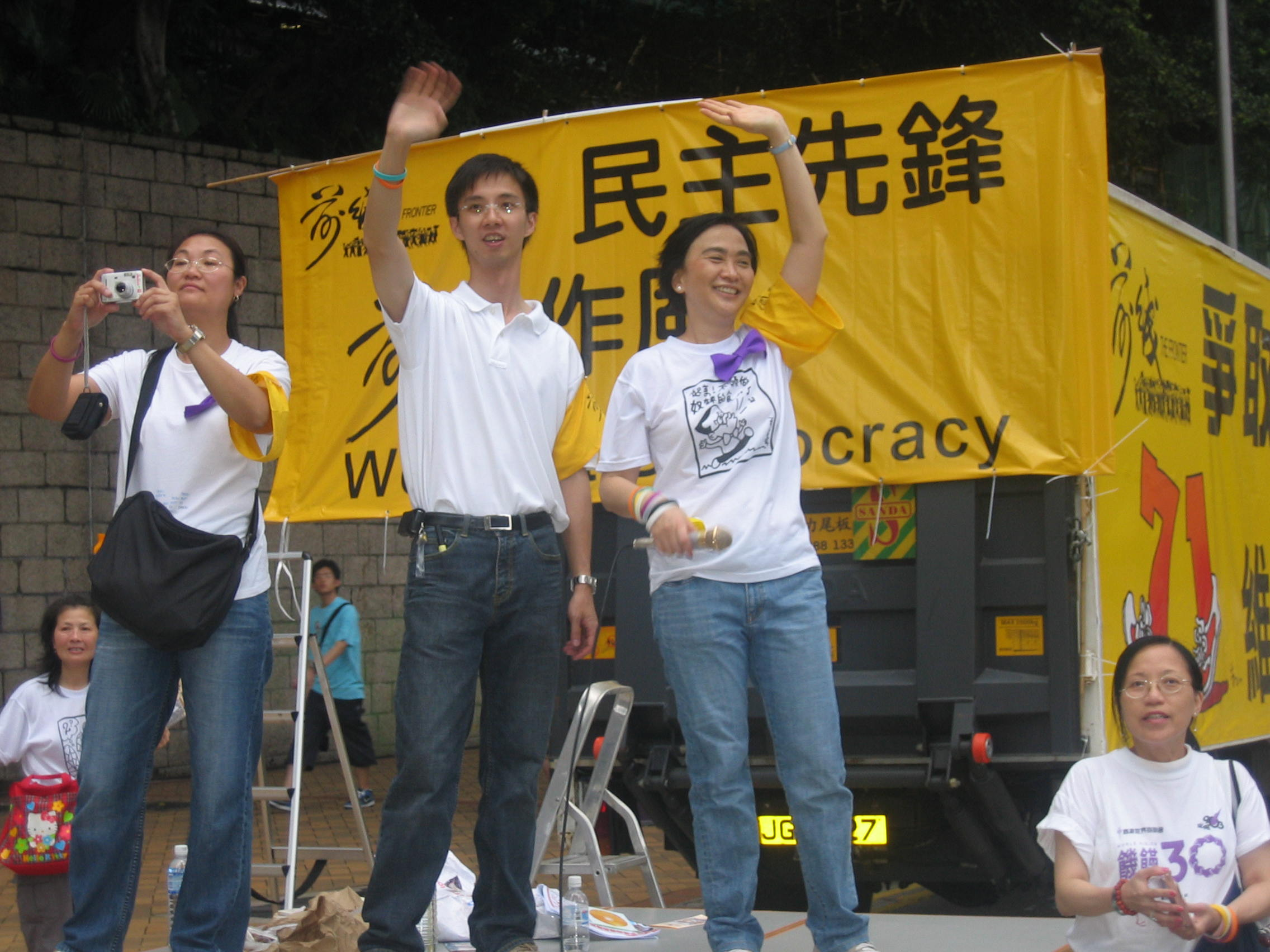
2005年七一遊行。前綫、唐小蘭、柯耀林、劉慧卿

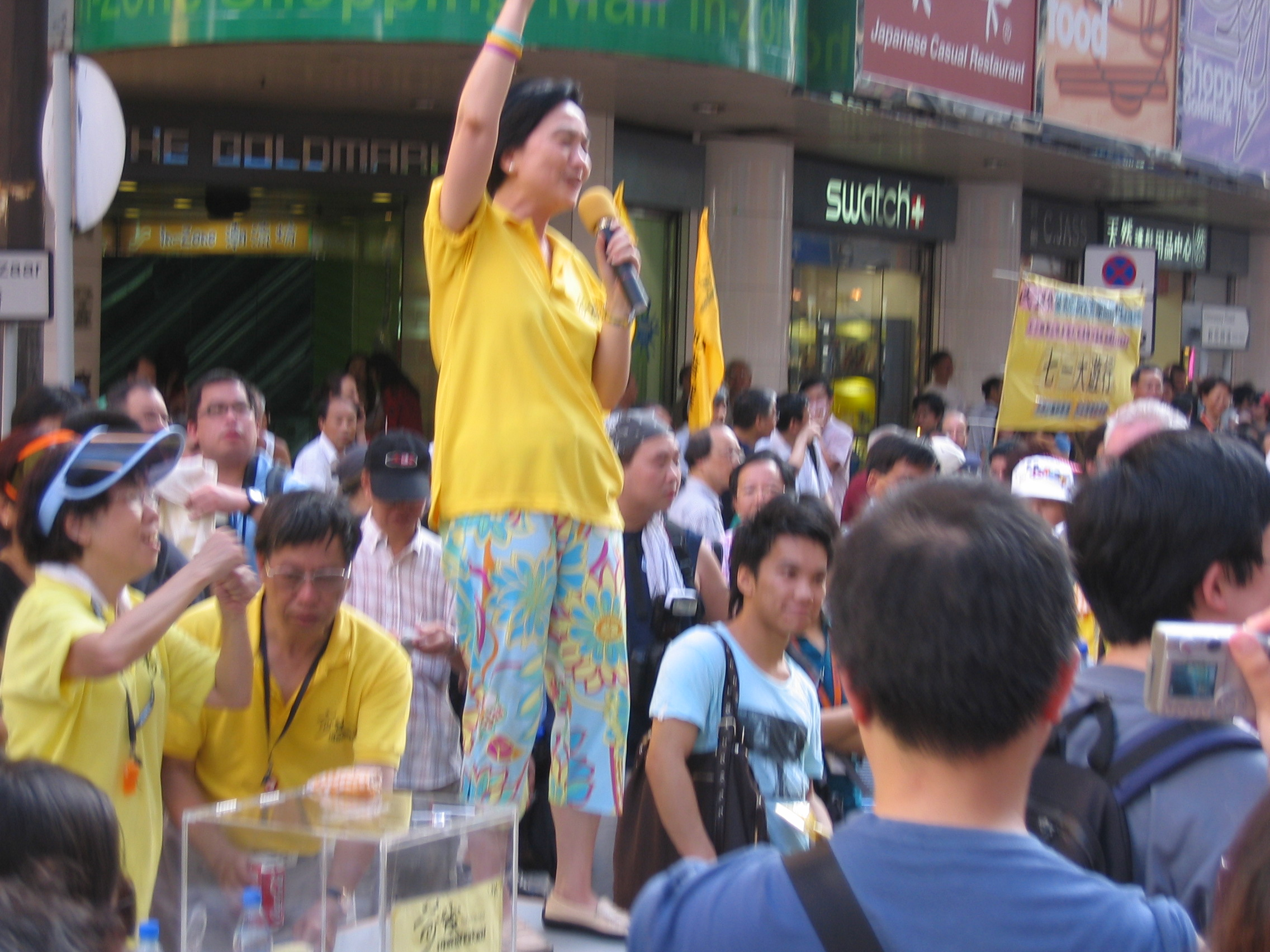
2006年七一遊行。前綫、甄燊港、劉慧卿

在劉慧卿推動下，前綫的主流派和民主黨於2008年11月正式合併，劉慧卿和原民主黨的單仲偕及何俊仁組成內閣參選民主黨中常委選舉，三人全部順利當選，何俊仁出任主席，而劉及單則出任副主席。何俊仁因2012年香港立法會選舉失利而辭任主席，由劉慧卿署任黨主席直至年底改選。
2012年，曾揚言在應屆民主黨領導層改選中「裸退」、應「交棒」年輕黨友的劉慧卿，忽由「裸退」變「裸選」，競逐黨主席一職。結果劉慧卿以149票，擊敗133票的單仲偕及14票的區諾軒，當選民主黨主席，她亦成為民主黨成立18年來首位女性主席。

## 政治立場
劉慧卿是人權議題、民主化進程以及其他一些政策的直率批評家。她的行為在一些場合曾引起爭論。她曾多次在主權移交前後對“一國兩制”表示質疑，認為北京方面不會同意給予特區政府各種自由，而會不斷透過各種方法來直接或間接干擾香港的內部事務。另外，她亦在主權移交前就中共中央對香港一些做法，指责中共是“野蠻”。
劉慧卿曾經屬於泛民主派比較激進的一員（2006年社民連未創黨前），她認為《基本法》與香港現有法律的矛盾應該由對香港法律有理論上的認識，而且更要具有實際經驗的人來解釋。因此，她支持對現行香港基本法進行修訂，以消除兩者之間的矛盾及灰色地帶。親建制派认为她的這個要求是“對中央不信任”及“意圖挑戰中央及人大常委決定的權威”。她經常評論中國人權狀況和香港民主進程等。她也曾經懷疑「一國兩制」的落實，因此她的言論經常惹起爭議，受到親中派的批評。
瑞典奧普塞拉大學於2003年頒發蒙列斯文尼仁人權獎（The Monismanien Prize），以表揚她對香港人權和民主的貢獻。
另一方面，她在1980年代中國大陸改革開放初期就已經前往大陆采访，但除劉慧卿隨2005年曾蔭權率領全體立法會議員訪問中國大陸之外，在1989年六四事件之後未曾踏入正式中國大陸，故此多為認知了解六四事件之前的中國官員官僚心態，在批評中共政府時通常比较強烈。她多次要求中共平反六四、落實中國大陸的民主化等。此外，她主張重視公民權利，認為應立法保障人權、平等權利和知情權。經濟事務上，她主張公平貿易，反對輸入外地勞工，和推動引入最低工資。
2010年5月初，立法會主席曾鈺成邀請全體立法會議員到訪上海參觀世界博覽會，當時正進行五區公投，劉慧卿因為反對當時五位辭職的立法會議員未能隨團到訪，因而並無隨民主黨議員到訪，並宣布不會再參加類似的交流團，以示抗議。2008年博益出版社結業，她曾一度決定銷毀存貨及不容許作者買回版權，其後博益讓步，劉有份參與當中的爭取工作。
同年5月24日，民主黨三名成員，包括主席何俊仁、副主席劉慧卿、資深成員張文光，獲邀與中聯辦副主任李剛、法律部部長馮巍及副部長劉春華會面，討論香港政制改革，這是自1989年六四事件發生後，21年來首次有民主派核心成員與北京政府官員作正式接觸。
其後，北京政府接受民主黨提出的香港政治制度改革方案。6月21日民主黨舉行的會員大會討論是否支持政改修訂案（修訂中加入民主黨建議的區議會方案，五席新增區議會功能組別議員由全港沒有功能組別投票權的選民投票產生），部份民主黨成員質疑如果支持新方案，民主黨便違反其2008年立法會選舉時的政綱及承諾，放棄爭取2012雙普選及取消功能組別，是欺騙選民。此舉也引來社民連等其他泛民主派激進支持者的不滿。
創黨主席李柱銘及立法會議員鄭家富亦為此聲言考慮退黨，另一立法會議員涂謹申亦表示須慎重考慮是否跟隨黨的投票意向，區議員范國威及民主黨中委林子健亦同時表示反對黨大會的決定。而民建聯、工聯會、自由黨等親建制派政黨表示支持民主黨提出的區議會方案。而反對民主黨方案的泛民主派議員中，社民連認為若民主黨支持方案，便「不再屬於盟友關係」。
民主黨大會最後通過支持政改方案，方案在北京拍版支持下得到建制派議員的支持。劉慧卿在立法會表決政改方案前，破天荒向親建制派支持者示好及跟其握手，並在會議上承認自己已改去以往強硬的形象，稱日後需要「妥協、合作和凝聚力量」，為市民辦事。不過，她被指不只改變作風，更是改變政治立場，消極接受在2020年前不能取消功能組別的規定。
2012年，她代表民主黨參加2012年香港立法會選舉出戰新界東地區直選，成功當選。但她的名單得票比追擊民主黨的人民力量候選人陳志全低1003票（民主黨在新界東的總得票超過6萬）。
2021年5月，劉慧卿在《蘋果日報》撰文，指出全國人大修改選舉制度令香港政治制度出現大倒退，她形容參加經審查篩選的選舉是「屈辱」，民主黨是否參選，必須參考市民意見。

## 婚姻
劉慧卿結過兩次婚。
1982年，她與英國《星期日泰晤士報》資深記者波爾認識，閃電結婚，但八十年代中便離婚。
1988年，她與大律師潘松輝代表香港觀察社往英國就《香港基本法》草擬問題與英國國會議員會面後，在1989年3月宣布兩人婚訊。2005年，劉遷出與潘同住荃灣汀九住所，轉往跑馬地獨居，兩人被指已分居。劉初時否認，但2006年5月，她承認正與潘辦理離婚手續，並向立法會申請改變婚姻狀況。

## 著作
- 《劉慧卿面對香港》
- 《卿描淡寫》
- 《偏向虎山行》
- 《我在民主黨的日子》
- 《香港可以說不》
- 《議事論事：香港發展的重要議題》（劉慧卿，何俊仁合著）

## 外部連結
- 劉慧卿2012選舉網頁
- 劉慧卿個人網頁
- 劉慧卿的 Facebook 網頁（页面存档备份，存于）
- 劉慧卿的 Youtube 網頁
- 新華社一案，對香港法治的嘲弄
- 立法會議員簡歷

| 政黨職務      | 政黨職務                                    | 政黨職務              |
| ------------- | ------------------------------------------- | --------------------- |
| 前任： 何秀蘭 | 前綫召集人 1996年—2008年                    | 繼任： 甄燊港         |
| 前任： 狄志遠 | 民主黨副主席 2008年-2012年 與單仲偕共同在任 | 繼任： 蔡耀昌、羅健熙 |
| 前任： 何俊仁 | 民主黨主席 2012年—2016年                    | 繼任： 胡志偉         |